# نجم (شاهزاده)
| M29 | Aa29 | A1 |

| M29 | Aa29 | A1 |

نجم (به انگلیسی: Nedjem) یک شاهزاده در مصر باستان در دوران حکمرانی دودمان هجدهم مصر بود. او پسر فرعون آمنحتپ دوم بود.
او تنها از یک منبع شناخته شده است: از او به همراه برادرش وبنسنو بر روی مجسمۀ مین‌موسه، سرپرست کارگران در کرنک نام برده شده است.